# Matthew Festing
Matthew Festing OBE GCStJ (als Robert Matthew Festing; * 30. November 1949 in Northumberland, England, Vereinigtes Königreich; † 12. November 2021 in Valletta, Malta) war vom 11. März 2008 bis zu seinem Rücktritt im Januar 2017 der 79. Großmeister des Malteserordens. Sein voller Titel lautete „Seine Hoheit und Eminenz, Fra’ Matthew Festing, Fürst und Großmeister des Souveränen Ritter- und Hospitalordens des Heiligen Johannes von Jerusalem, von Rhodos und von Malta“.

## Familie
Matthew Festing wuchs in Ägypten, Malta und Singapur auf, wo sein Vater, Sir Francis Festing, als hoher britischer Offizier zuletzt von 1958 bis 1961 als Feldmarschall und Chef des Imperialen Generalstabes tätig war. Seine Mutter ist Mary Cecilia, älteste Tochter von Cuthbert David Giffard Riddell, Swinburne Castle, Northumberland.
Er stammte vom seligen Adrian Fortescue ab, einem Malteserritter und Cousin Thomas Boleyns. Fortescue wurde 1539 auf Befehl König Heinrichs VIII. im Tower of London hingerichtet und gilt in der römisch-katholischen Kirche als Märtyrer.

## Leben
Schule und Studium absolvierte Festing am Ampleforth College der Benediktiner in York und am St. John’s College in Cambridge, an dem er in Geschichte promoviert wurde. Seinen Militärdienst leistete er bei den Grenadier Guards ab und bekleidete den Rang eines Obersten der Reserve. Danach arbeitete er als Kunstsachverständiger in einem internationalen Auktionshaus.
Zeitweise war Festing Deputy Lieutenant von Königin Elisabeth II. in der Grafschaft Northumberland.

## Ordensleben
Festing wurde 1977 in den Souveränen Malteserorden aufgenommen und legte 1991 die ewigen Gelübde ab. Damit wurde er Professritter und Mönch im Sinne des Kirchenrechts. Vor seiner Wahl zum Großmeister war er der erste Großprior des 1993 wiedererrichteten Großpriorats von England. In dieser Funktion leitete er humanitäre Hilfseinsätze in Bosnien, Serbien, Kroatien und im Kosovo sowie die jährlichen Krankenwallfahrten der Delegation von Großbritannien nach Lourdes.
Festing wurde am 11. März 2008 vom Großen Staatsrat, der in der Magistralvilla des Ordens auf dem Aventin in Rom zusammengetreten war, gewählt. Nach der Wahl und der Annahme der Wahl legte der neue Großmeister vor dem Großen Staatsrat und dem Kardinalpatron des Malteserordens, Pio Kardinal Laghi, den Eid ab und trat damit sein Amt an.
Am 24. Januar 2017 bot er nach einer Intervention von Papst Franziskus seinen Amtsverzicht an, der vom Papst am 25. Januar angenommen und drei Tage später vom Souveränen Rat des Ordens bestätigt wurde. Der Rücktritt erfolgte aufgrund eines Streits der Ordensleitung mit dem Vatikan über externe Untersuchungen im Zusammenhang mit der von Festing befohlenen Amtsenthebung des Deutschen Albrecht von Boeselager als Großkanzler des Malteserordens am 6. Dezember 2016, die auf Wunsch des Papstes rückgängig gemacht werden musste.

## Ehrungen und Auszeichnungen
- 1991:  Territorial Army Decoration
- 1998:  Officer des Order of the British Empire
- 2008:  Großmeister des Malteserordens
- 2008:  Collane des Pro Merito Melitensi
- 2008:  Großkreuz mit Collane des Sterns von Rumänien[7]
- 2008: Ehrenbürger von Rapallo[8]
- 2008:  Großkreuz mit Collane des Verdienstordens der Italienischen Republik
- 2008:  Großkreuz des Drei-Sterne-Ordens
- 2009:  Großkreuz des Ordens des heiligen Karl[9]
- 2009:  Großkreuz des Verdienstordens der Republik Polen
- 2009:  Collane des Verdienstordens der Republik Ungarn
- 2009: Ehrendoktorwürde in Humane Letters der Katholischen Universität von Amerika
- 2010:  Bailiff Grand Cross des Order of Saint John
- 2010:  Collane des Ordens des Hl. Jakob vom Schwert[10]
- 2011: Fürstlich Liechtensteinischer Verdienstorden
- 2012: Matteo-Ricci-Preis der Katholischen Universität Mailand[11]
- 2014:  Orden des Heiligen Andreas des Erstberufenen (Haus Romanow)[12]
- 2011: Path to Peace-Preis[13]
- 2012:  Groß-Stern des Ehrenzeichens für Verdienste um die Republik Österreich[14]
- 2014:  Großkreuz des Alexander-Newski-Ordens (Haus Romanow)[12]
- 2014:  Ritter des Ordens vom weißen Adler (Haus Romanow)[12]
- 2014:  Großkreuz des Ordens der Heiligen Anna (Haus Romanow)[12]
- 2014:  Großkreuz des Sankt-Stanislaus-Ordens (Haus Romanow)[12]
- 2014: Bei seinem Besuch wurde dem Großmeister die Ehrenbürgerschaft der Stadt Pompei verliehen.[15]
- 2014: Ehrendoktor der John Cabot University in Rom[16]